# نينا إتكين
نينا ليليان إتكين (بالإنجليزية: Nina Etkin)‏ (13 يونيو 1948 - 26 يناير 2009) كانت عالمة بالأنثروبولوجيا (علم الانسان) ومتخصصة في علم الأحياء. تميزت الدكتورة إتكين لعملها في الأنثروبولوجيا الطبية، البيولوجية الأثنية وعلم الأدوية العرقي. درست العلاقة بين الغذاء والصحة لأكثر من ثلاثين عاما. تضمنت أعمالها دراسة الأدوية التكميلية والبديلة للوقاية والعلاج في هاواي؛ استخدام الأدوية العرقية في إندونيسيا؛ والقضايا الصحية في نيجيريا. فازت بالعديد من المنح والجوائز من الوكالات الوطنية والدولية ونشرت العديد من الكتب بالإضافة إلى أكثر من 80 مقالة مهنية في صحف مراجعة الأقران.

## التعليم والمهنة الأكاديمية
حصلت إتكين على شهادة البكالوريوس في علم الحيوان من جامعة إنديانا في عام 1970 وحصلت علي شهادتي الماجستير والدكتوراه في الأنثروبولوجيا (علم الإنسان) في عامي 1972 و 1975 من جامعة واشنطن في سانت لويس بولاية ميسوري.

### المراكز الأكاديمية
- أستاذ مساعد في الانثروبولوجيا، جامعة مينيسوتا، 1979-1983
- أستاذ مساعد، جامعة مينيسوتا، 1983-1990
- أستاذ مساعد في الانثروبولوجيا، جامعة هاواي في مانوا، 1990-1994
- أستاذة في علم الانثروبولوجيا، جامعة هاواي في مانوا، 1994-2009.
- رئيس قسم الأنثروبولوجيا، جامعة هاواي في مانوا، 2001-2002

قد كانت أيضا عضو هيئة تدريس بكلية الطب في جامعة هاواي

### الجوائز والتكريمات
قد شغلت إتكين منصب رئيسة تحرير <i id="mwJA">علم النبات الاقتصادي</i> ، صحيفة جمعية علم النبات الاقتصادي.
كانت زميلة في جمعية لينيان ورئيس سابق وعضو فخري في الجمعية الدولية لعلم الأدوية الإثني.
قد فازت إتكين بجائزة العالم النباتي الاقتصادي المتميز لعام 2009 من جمعية علم النبات الاقتصادي. 

## المنشورات

### كتب[5]
- النباتات في طب الشعوب الأصلية والنظام الغذائي: النُـهـُـج السلوكية-الحيوية ، 1986
- الأكل على الجانب البري: الآثار الدوائية والبيئية والاجتماعية لاستخدام المواد غيرالمستأنسة، 1994
- أدوية صالحة للأكل: علم العقاقير الإثنولوجي للأغذية ، 2006
- أغذية مترابطة: منظورات بيولوجية ثقافية للأغذية والمشروبات التي تتوسط الاندماج الاجتماعي، 2009

## النصب التذكارية
- يدعم صندوق نينا إتكين التذكاري طلاب الدراسات العليا في جامعة هاواي في مانوا، «بالأخص أولئك الذين يعملون في مجال الثقافة البيولوجية الطبية والأنثروبولوجيا الطبية». [4]
- توجد شجرة أكي تذكارية تحمل لوحة باسم الدكتورة إتكين في المشتل الخاص بجامعة هاواي في مانوا؛ تعكس الفصيلة المختارة اهتمامها البحثي بالتبادل الثقافي للنباتات بين قارة أفريقيا ومنطقة البحر الكاريبي.
- جمع عدد خاص من النشرة الإخبارية للجمعية الدولية لعلم الأدوية الإثني شهادات من طلابها وزملائها. [2]

## روابط خارجية
- صندوق نينا إتكين التذكاري